# Microscópio eletrônico

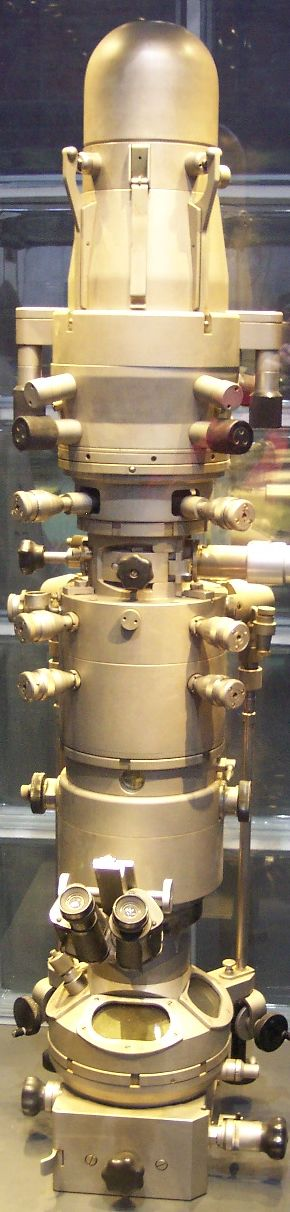
Um microscópio eletrônico.

O microscópio eletrônico (português brasileiro) ou eletrónico (português europeu) é um equipamento com potencial de aumento muito superior ao óptico. Foi inventado e apresentado em 09 de março de 1931 pelo físico alemão Ernst Ruska e vem sendo aperfeiçoado desde então.
A diferença básica entre o microscópio óptico e o eletrônico é que o eletrônico não utiliza a luz, mas sim feixes de elétrons. No microscópio eletrônico não há lentes de cristal e sim bobinas, chamadas de lentes eletromagnéticas. O objetivo do sistema de lentes do MEV (Microscópio eletrônico de varredura), situado logo abaixo do canhão de elétrons, é o de demagnificar a fonte de elétrons (de ~10-50 μm no caso das fontes termoiônicas) para um tamanho final de 1 nm - 1 μm ao atingir a amostra. Isto representa uma demagnificação da ordem de 500 000 vezes e possibilita que a amostra seja varrida por um feixe muito fino de elétrons.
Os elétrons podem ser focados pela ação de um campo eletrostático ou de um campo magnético.  As lentes presentes dentro da coluna, na grande maioria dos microscópios, são lentes eletromagnéticas. Essas lentes são as mais usadas pois apresentam menor coeficiente de aberração. Após o feixe de elétrons incidir na amostra isso acarreta a emissão de elétrons com grande espalhamento de energia, que são coletados e amplificados para fornecer um sinal elétrico que é utilizado para modular a intensidade de um feixe de elétrons num tubo de raios catódicos, assim em uma tela é formada uma imagem de pontos mais ou menos brilhantes (eletromicrografia ou micrografia eletrônica), semelhante à de um televisor em branco e preto.
Não é possível observar material vivo neste tipo de microscópio. O material a ser estudado passa por um complexo processo de desidratação, fixação e inclusão em resinas especiais, muito duras, que permitem cortes ultrafinos obtidos através das navalhas de vidro do instrumento conhecido como ultramicrótomo.

## História
O físico alemão Ernst Ruska, juntamente seus colaboradores, apresentaram no dia 9 de Março de 1931 o primeiro microscópio eletrônico de transmissão. O impacto desse avanço e sua importância para a ciência foi tamanha que 55 anos depois (1986) Ruska recebeu o Prêmio Nobel de física. Em 1939 a empresa Siemens produziu o primeiro microscópio de transmissão comercial, difundindo o uso do aparelho.
Já a microscopia eletrônica de varredura iniciou-se com o trabalho de Max Knoll em 1935, que descreveu a concepção do Microscópio eletrônico de varredura (MEV). Três anos mais tarde, em 1938, Manfred von Ardenne construiu o primeiro MEV adaptando bobinas de varredura ao microscópio eletrônico de transmissão. No entanto, o primeiro MEV para observação de amostras espessas foi desenvolvido em 1942 nos laboratórios da RCA, utilizando um detector de elétrons secundários para obter a imagem e em 1965 foi produzido pela empresa Cambridge Scientific Instrument o primeiro aparelho comercial.
Com esses avanços obtidos na microscopia a ciência foi impulsionada, de modo que em 1957, pela primeira vez, J. David Robertson observou e descreveu a estrutura trilaminar de membrana plasmática e elaborou seu modelo unitário. Além disso, durante este período várias técnicas, reagentes (criofratura, sombreamento de metal, fixadores, resinas de epóxi araldite etc.) e aparelhos (como o ultramicrótomo) foram desenvolvidos para a preparação de amostras a serem visualizadas pelos microscópios eletrônicos, facilitando o estudo e refinando a capacidade dos ME's.

## Tipos de microscópio eletrônico
Tipo de microscópio que utiliza um feixe de elétrons em vez de radiações luminosas, como o microscópio ótico, para obter uma imagem de objetos muito pequenos, como são os organelos, vírus ou a molécula de ADN. Nos microscópios óticos a resolução está condicionada pelo comprimento de onda das radiações luminosas. Os elétrons de alta energia podem associar-se a comprimentos de onda muito mais baixos. Por exemplo, os eletrões acelerados têm um comprimento de onda de 0,04 nanômetros, o que permite uma resolução de 0,2 a 0,5 nanômetros.
Existem três tipos de microscópio eletrônico básico:
- De varredura (ou M.E.V.) - os elétrons (que são os sinais formadores das imagens) são coletados acima da amostra, o ângulo com que essas partículas são refletidas permite determinar as características o relevo de sua superfície, possibilitando a análise de amostras espessas.
- De transmissão - o feixe é coletado abaixo da amostra; assim, a fração do feixe que atravessa a amostra ultrafina compõe o sinal formador da imagem.[3]
- De tunelamento (ou M.E.V.T.) - uma sonda aplica uma tensão elétrica sobre a amostra; um sistema com alta precisão determina corrente oriunda da passagem de elétrons entre a ponta e a superfície da amostra; se a ponta da sonda for movida, as alterações na altura da superfície e na densidade dos estados causam alterações na corrente. Essas alterações são mapeadas em imagens, cuja resolução permite a visualização de átomos.[4]

No microscópio eletrônico de transmissão o feixe de elétrons atravessa a célula e forma a imagem em uma tela fluorescente,  dando  detalhes de moléculas, organelas  e estruturas intracelulares, tendo capacidade de produzir imagens de alta resolução e ampliação. Conquanto no microscópio de varredura a formação de imagem é feita com os elétrons que varrem a superfície das estruturas biológicas. Deste modo, este microscópio nos fornece uma imagem da superfície, com noções de profundidade e tridimensionalidade.
O microscópio eletrônico de varredura funciona de forma contrária ao microscópio eletrônico de transmissão, uma vez que eles produzem imagens por meio da coleta de elétrons secundários ou inelasticamente espalhados que saltam para fora da superfície de uma amostra.Assim, os dados eletrônicos são digitalizados e nos fornece uma imagem da superfície, com noções de profundidade e tridimensionalidade e seu limite de resolução é cerca de 0,3 nanômetros.

## Funcionamento
As interações pertinentes à microscopia eletrônica de transmissão geram imagens ou figuras de difração e estes modos são facilmente intercambiáveis. As imagens são de campo claro, campo escuro ou de alta resolução e cada modo fornece informações diferenciadas da amostra.
O equipamento tem o formato de uma alta coluna e seus componentes são descritos a seguir:
- Fonte de iluminação: O canhão de elétrons gera o feixe primário que é acelerado para adquirir a energia necessária.

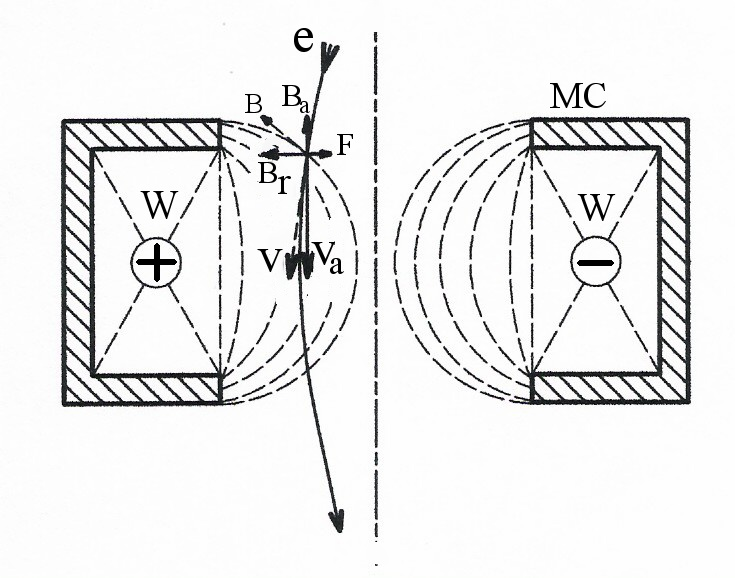
Representação esquemática do funcionamento das lentes magnéticas

- Representação esquemática do funcionamento das lentes magnéticasLentes condensadoras: Um conjunto de diferentes lentes eletromagnéticas e aberturas permitem a análise de um feixe paralelo empregado em TEM ou a análise de um feixe convergente utilizado na microscopia de transmissão e varredura (STEM). As lentes magnéticas são bobinas através das quais passa o feixe de elétrons. Quando uma corrente elétrica passa pela bobina, é gerado um campo magnético que colima o feixe. A corrente elétrica gera calor, sendo necessário um sistema de resfriamento para esse tipo de lente. Diferentemente da lente de vidro, a lente magnética muda a distância de foco, de acordo com o campo magnético. [8]
- Plano de amostra: Posiciona a amostra, em forma de lâmina, no caminho do feixe de elétrons. É ajustado quanto à altura, inclinação, rotação e orientação nos eixos x, y, z.
- Lentes objetivas: Estas lentes geram a primeira imagem intermediária e sua qualidade determina a resolução da imagem final.
- Lentes intermediárias: permite a alternância entre os modos imagem ou difração, que são as formas de visualização da amostra.
- Lentes projetivas: propiciam ampliação da imagem.
- Sistema de observação da amostra: Imagens e figuras de difração são observados em telas fluorescentes ou em câmeras de alta resolução.
- Sistema de vácuo: Alto vácuo é requerido para que o feixe primário de elétron não interaja com quaisquer partículas diferentes da amostra presentes na coluna, como moléculas gasosas.

As condições de operação do TEM são criteriosas para que o feixe primário de elétrons de fato seja transmitido e favoreça boa resolução da imagem ou da figura de difração. A tensão de aceleração deve variar entre 50 e 1 000 kV. A espessura da lâmina da amostra deve estar compreendida entre 500 e 5 000 Å. É necessário que o vácuo seja da ordem de 10-6 mbar. A resolução do equipamento chega a 3 Å.	
A fonte de emissão é um filamento de tungstênio ou um cristal de hexaboreto de lantânio (LaB6). Ao conectar o canhão de elétrons a uma fonte de alta voltagem, feixe de elétrons será gerado por emissão termoiônica ou emissão de campo de elétrons.
O alto vácuo necessário está na ordem de 10-5 a 10-6 mbar e é obtido por um sistema de bomba rotatória que realiza o pré-vácuo, conectada a uma bomba difusora ou turbo-molecular.
Para o preparo da amostra, além da fina espessura da lâmina da amostra, esta deve estar polida de ambos os lados. A amostra não deve sofrer alteração como, por exemplo, deformação plástica durante a confecção da lâmina ou danos na sua estrutura devido à incidência do feixe de elétrons. Assim, para amostras cristalinas, a tensão de aceleração usual é 100 kV, equivalente a 0,0037 nm, ao passo que amostras biológicas, mais instáveis, requerem que o feixe primário seja de 60 a 80 kV.

### Formação da imagem ou da figura de difração
A lente objetiva forma a figura de difração no plano focal inferior com elétrons difratados pela amostra e os combina para gerar a primeira imagem intermediária. Neste ponto opta-se pela imagem ou figura de difração, alterando-se a intensidade das lentes intermediárias. A imagem da amostra refere-se ao plano (hkl) no espaço real. Cada mancha de no figura de difração representa um ponto no espaço recíproco que, por sua vez, corresponde a um plano real (hkl).
No modo imagem, a abertura objetiva é inserida para selecionar um ou mais feixes que formarão a imagem final. Se a abertura para difração de elétrons (SAED – selected area electron diffraction) for acionada, está irá definir a região a partir da qual a difração será obtida.   

### Formação de imagem na microscopia eletrônica de transmissão
A imagem formada é uma projeção bidimensional da amostra, podendo haver sobreposição das linhas e áreas de interesse. A imagem final pode ser de campo claro ou campo escuro, de acordo com o feixe de elétrons selecionado. Cada modo de imagem fornece informações complementares sobre a amostra.       
No modo campo claro, uma abertura é acionada no plano focal inferior da lente objetiva que permite a passagem apenas dos feixes diretos, não difratados. As regiões correspondentes a estes feixes surgem escuras na imagem, enquanto que regiões com nenhuma amostra no caminho do feixe aparecem mais claras na imagem; daí o nome campo claro.
Na imagem de campo escuro, o feixe direto é bloqueado pela abertura do plano focal inferior enquanto que um ou mais feixes difratados passam pela lente objetiva e aparecem claros na imagem. Por outro lado, as regiões cujos feixes refratados não foram coletados vão aparecer escuras na imagem. Os feixes difratados têm forte interação com a amostra, fornecendo importantes informações, como defeitos na estrutura e tamanho de partículas.                                               

### Microscopia eletrônica de varredura de alta resolução
A microscopia de alta resolução é útil para o estudo da estrutura atômica da amostra. Neste modo, a abertura do plano focal inferior é mais larga para permitir a passagem de feixes diretos e difratados. A imagem é formada pela interferência dos feixes difratados com o feixe direto, ocasionando o contraste de fases. 

### Definição da imagem: contraste
A imagem é nítida graças ao efeito de contraste ocasionado por diferentes regiões de massa-densidade da amostra e também pela difração dos elétrons. 
Contraste pode ser definido como: (S2-S1)/S2, onde S2 é o sinal da amostra, S1 é o sinal de fundo e S2 é maior que S1. O contraste mínimo requerido para visualização da imagem é de 5%.
Áreas mais espessas e áreas ricas em átomos mais pesados espalham mais fortemente o feixe primário. No entanto, áreas espessas com átomos leves podem gerar o mesmo grau de espalhamento que uma amostra fina composta por átomos pesados. 
Por outro lado, regiões cristalinas de uma amostra espalham os elétrons de acordo com a lei da difração de Bragg: nλ = 2dsenθ, onde λ é comprimento de onda incidente, d é a distância entre os feixes difratados e θ é o ângulo de espalhamento.
Em ambos os casos, o contraste é favorecido porque os feixes fortemente espalhados são bloqueados pela abertura objetiva e não contribuem para a formação da imagem. 

### Difração de elétrons
Difração de elétrons é o fenômeno de espalhamento em que os elétrons são elasticamente espalhados pelos átomos da amostra, obedecendo à lei de Bragg. 
Amostras amorfas ou policristalinas geram uma série de franjas, ao passo que amostras cristalinas simples geram um conjunto de pontos dependentes da estrutura da amostra e da orientação da lâmina. Esta figura de difração fornece dados quanto à simetria do cristal.